# Anna Toman
Anna Frances Toman (Derby, 29 de abril de 1993) es una jugadora británica de hockey sobre césped.

## Trayectoria
Toman tuvo su primera participación en los Juegos Olímpicos en Tokio 2020. En el torneo perdió ante Países Bajos, en semifinales, pero obtuvo la medalla de bronce al derrotar a India, en el partido por el tercer lugar.